# Pasturana
Pasturana (piemontesisch Pasturàuna, ligurisch Pastorana)  ist eine Gemeinde in der italienischen Provinz Alessandria (AL), Region Piemont.

## Geographie
Der Ort Pasturan liegt 25 km südöstlich von der Provinzhauptstadt Alessandria auf einer Höhe von 214 m über dem Meeresspiegel in den Hügeln des ligurischen Apennins. Das Gemeindegebiet umfasst eine Fläche von 5,26 km² und hat 1264 (Stand 31. Dezember 2023) Einwohner.
Die Nachbargemeinden sind Basaluzzo, Francavilla Bisio, Novi Ligure und Tassarolo.

## Geschichte

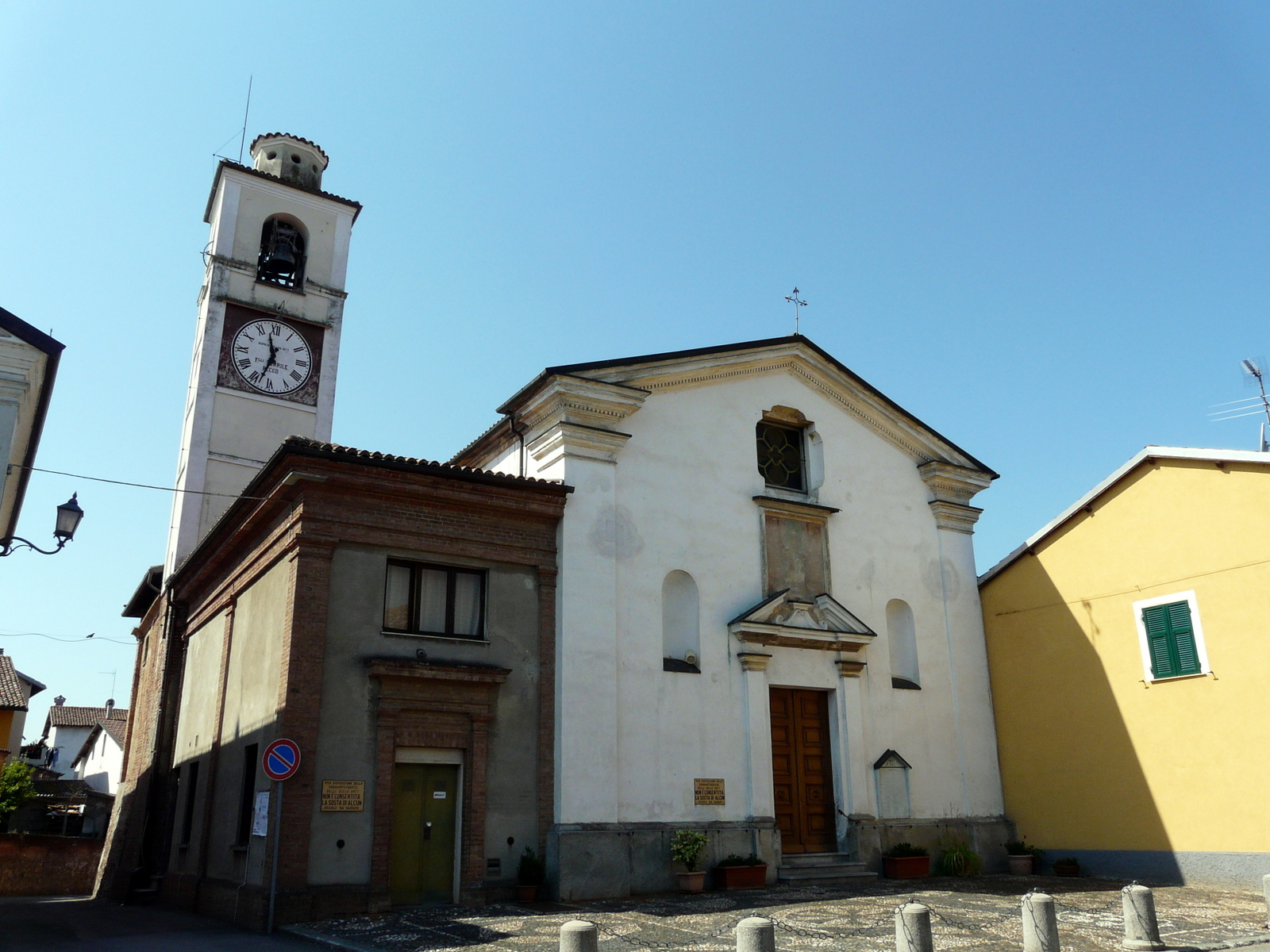
Kirche "San Martino" in Pasturana

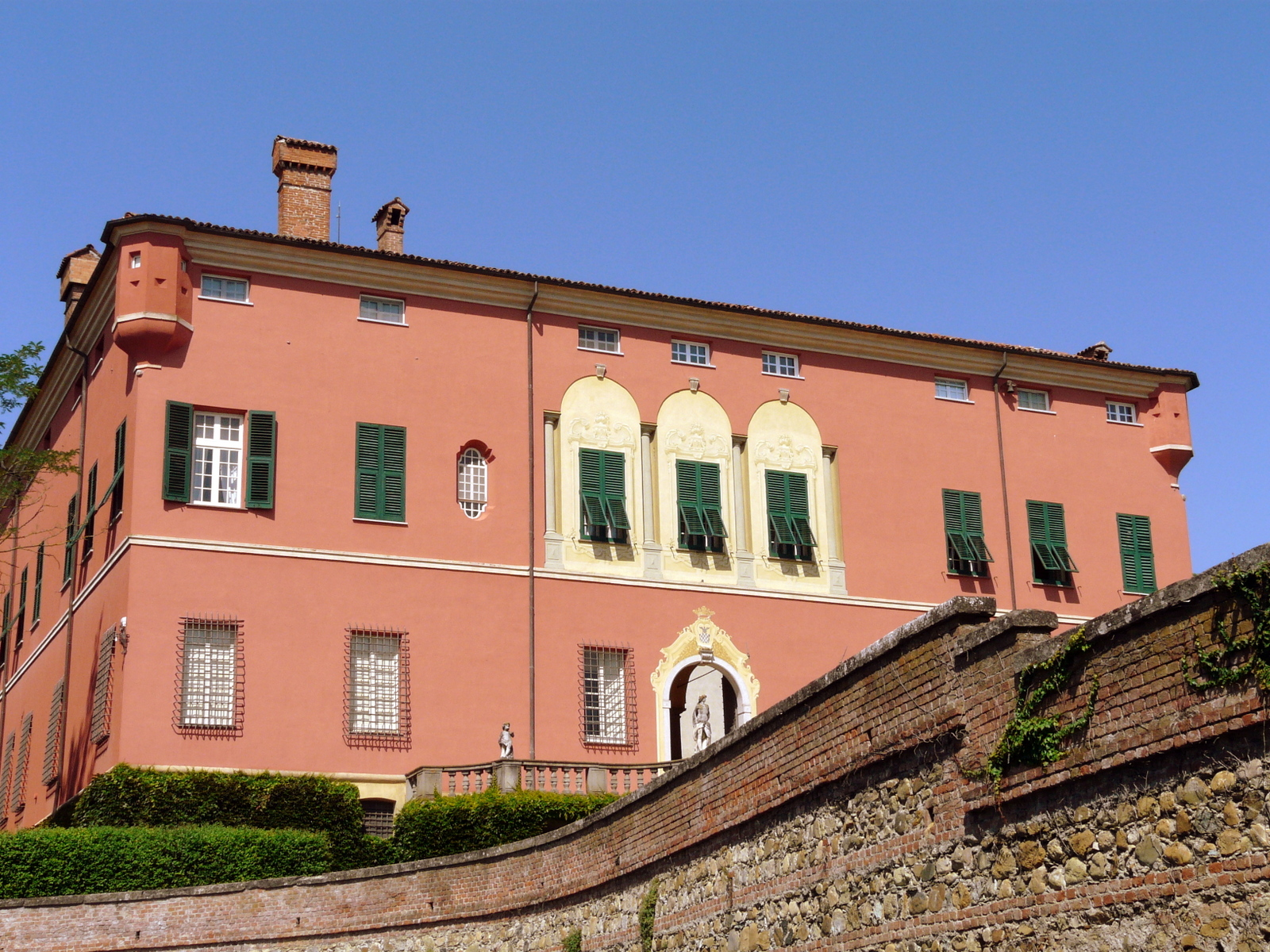
Palazzo Spinola

Der Ortsname der Siedlung ist seit 981 durch die Formen „Pastorianum“, „Pastoriana“, „Pastorana“ und „Pasturana“ belegt. Trotz der Ähnlichkeiten mit den von römischen Adligen abgeleiteten Prädialen muss die Etymologie im persönlichen gebräuchlichen Namen Pstor gesehen werden, der sich auf die Aktivität der ursprünglich in der Gegend ansässigen Bevölkerung bezieht. Pasturan wurde im Mittelalter erbaut und stand zunächst unter der Herrschaft von Tortona, bis es im Jahr 999 von Adelheid, der Frau von Kaiser Otto I., den Mönchen von San Salvatore di Pavia geschenkt wurde. Etwa siebzig Jahre später mit einer Urkunde bilateral geriet es in den Einflussbereich von Alessandria und den Marquisen von Gavi, die sich verpflichteten, es im Falle von Kriegsangriffen zu verteidigen. Die Marquisen waren jedoch zu Beginn des folgenden Jahrhunderts nach heftigem Widerstand gezwungen, es an Genua abzutreten. 
Nachdem es mit einem Investiturakt aus dem Jahr 1313 an die Markgrafen von Monferrato übergegangen war, wurde es an die Familie Opicino Spinola in Genua belehnt, von der es zusammen mit Serravalle an die Familie Visconti in Mailand überging. Anschließend gelangte es in den Besitz der Trotti-Marquisen von Mailand und ab 1713 in den Einflussbereich der Savoyer.

## Sehenswürdigkeiten
- Das gut erhaltene Schloss, das im 14. Jahrhundert von den Spinolas erbaut wurde.[3]
- Die Pfarrkirche San Martino aus der zweiten Hälfte des 17. Jahrhunderts.